# Курды (Витебская область)
Курды (бел. Курды) — деревня в Новосёлковском сельсовете Поставского района Витебской области Белоруссии.

## География
Деревня расположена в 25 км от города Поставы и в 15,5 км от центра сельсовета.

## История
В начале XX века — в Маньковичской волости Вилейского уезда Виленской губернии.
В 1905 году- застенок, 14жителей и 80 десятин земли.
В результате советско-польской войны 1919—1921 гг. деревня оказалась в составе Срединной Литвы.
С 1922 года — в составе Маньковичской гмины Дуниловичского повета Виленского воеводства Польши (II Речь Посполитая).
В 1937 году — 13 жителей и 1 дом.
В сентябре 1939 года деревня была присоединена к БССР силами Белорусского фронта РККА.
С 15 января 1940 года — в Груздовском сельсовете Поставского района. Вилейской области БССР.
В 1946 году — хутор, 30 жителей.
На 1 сентября 1954 года — 4 хозяйства.
С 20 мая 1960 года — в Савичском сельсовете.
В 1963 году — 6 дворов, 21 житель.
С 17 мая 1985 года — в Лукашовском сельсовете.
С 24 августа 1992 года — в Новосёлковском сельсовете.
В 2001 году — 7 дворов, 13 жителей, в колхозе имени Суворова.